# Mario Cipollini
Mario Cipollini (Luca, 22 de março de 1967) é um ciclista italiano, conhecido como "Super Mario" e considerado um dos maiores velocistas de todos os tempos. Cipollini, encerrou a carreira com 38 anos e 17 de ciclismo ao mais alto nível a uma semana antes do começo da Volta à Itália 2005. Acumulou 189 vitórias no currículo.

## Biografia
Entre seus maiores sucessos, destaca-se o título do Mundial de fundo em estrada, conquistado em Zolder, na Bélgica, em 2002. No mesmo ano, venceu a Gante-Wevelgem e a Milão-San Remo. Cipollini também possui o recorde absoluto de vitórias (42) em etapas na Volta à Itália.
A sua maior temporada foi a de 1995, quando subiu ao lugar mais alto do pódio em 18 ocasiões.
"Bello Mario", "Super Mario" ou "Rei Leão", entre tantos outros apelidos, Cipollini foi o corredor mais bem pago da Itália, e não se incomodava em pagar altas multas por quebrar regras em algumas corridas.
Entre as suas extravagâncias em competições, ele chegou a pintar sua bicicleta e os seus calções com a bandeira dos Estados Unidos. Cipollini também já subiu ao pódio vestido de imperador, apareceu vestindo um smoking branco na Seis Dias de Milão, e também já "desfilou" com a camisa do atacante brasileiro Ronaldo.